# FC Arsenal Tula
El FC Arsenal Tula (en rus: фк Арсенал Тула) és un club de futbol professional rus de Tula, que juga a la lliga russa de futbol. El club es va fundar el 1946, el FC Arsenal Tula va baixar a la lliga russa de futbol el 2014.

## Història
Tot va començar un 5 de setembre de 1923, quan l'equip nacional de Tula va jugar el primer partit del segon campionat de Rússia soviètica a Moscou.

### Antics noms del club
1946, 1949 - Зенит 
19459, 1961 - Труд
1962, 1963 - Шахтер
1964, 1973 - Металлург
1974, 1978 - Машиностроитель
1979, 1983 - ТОЗ
2007 - Оружейник
2008, 2011 - Арсенал-Тула (Тульская область)
2012 - снова << Арсенал>>